# Finala Cupei Campionilor Europeni 1981
Finala Cupei Campionilor Europeni 1981 a fost un meci de fotbal, care a avut loc pe Parc des Princes, Paris, pe 27 mai 1981, care le-a pus față în față pe Liverpool din Anglia și Real Madrid din Spania.

## Detalii
| Liverpool      | 1 – 0  | Real Madrid |
| -------------- | ------ | ----------- |
| A. Kennedy 82' | Report |             |

| Liverpool | Real Madrid |

| LIVERPOOL:  |    |                   |                 |     |
|             |    |                   |                 |     |
| P           | 1  | Ray Clemence      |                 |     |
| F           | 2  | Phil Neal         |                 |     |
| F           | 3  | Alan Kennedy      |                 |     |
| F           | 4  | Phil Thompson (c) |                 |     |
| M           | 5  | Ray Kennedy       | Cartonaș galben |     |
| F           | 6  | Alan Hansen       |                 |     |
| A           | 7  | Kenny Dalglish    |                 | 87' |
| M           | 8  | Sammy Lee         |                 |     |
| A           | 9  | David Johnson     |                 |     |
| M           | 10 | Terry McDermott   |                 |     |
| M           | 11 | Graeme Souness    |                 |     |
| Rezerve:    |    |                   |                 |     |
| M           | 12 | Jimmy Case        |                 | 87' |
| P           | 13 | Steve Ogrizovic   |                 |     |
| F           | 14 | Colin Irwin       |                 |     |
| F           | 15 | Richard Money     |                 |     |
| A           | 16 | Howard Gayle      |                 |     |
| Antrenor:   |    |                   |                 |     |
| Bob Paisley |    |                   |                 |     |

| REAL MADRID:   |    |                        |                 |     |
|                |    |                        |                 |     |
| P              | 1  | Agustín Rodríguez      |                 |     |
| F              | 2  | Rafael García Cortés   |                 | 87' |
| F              | 3  | José Antonio Camacho   |                 |     |
| M              | 4  | Uli Stielike           | Cartonaș galben |     |
| D              | 5  | Andrés Sabido          |                 |     |
| M              | 6  | Vicente del Bosque     |                 |     |
| A              | 7  | Juanito                |                 |     |
| M              | 8  | Ángel de los Santos    |                 |     |
| A              | 9  | Santillana (c)         |                 |     |
| F              | 10 | Antonio García Navajas |                 |     |
| A              | 11 | Laurie Cunningham      |                 |     |
| Rezerve:       |    |                        |                 |     |
| P              |    | Miguel Ángel González  |                 |     |
| F              |    | Isidoro San José       |                 |     |
| M              |    | Ángel                  |                 |     |
| M              |    | García Hernández       |                 |     |
| M              | 16 | Francisco Pineda       |                 | 87' |
| Antrenor:      |    |                        |                 |     |
| Vujadin Boškov |    |                        |                 |     |